# Santa Marta do Bouro
Santa Marta do Bouro es una freguesia portuguesa del concelho de Amares, con 9,61 km² de superficie y 565 habitantes (2001). Su densidad de población es de 58,8 hab/km².